# Open Service Mesh
 Open Service Mesh（OSM）は、Microsoftが開発したKubernetes上で動作する無料のオープンソースのクラウドネイティブサービスメッシュである。 

## 概観
OSMはGoプログラミング言語で書かれており、Kubernetes上のサービスメッシュの標準インターフェースであるSMI（Service Mesh Interface）仕様のリファレンス実装として設計されている。このソフトウェアはEnvoyプロキシサーバをベースにしており、ユーザーは、高度に動的なマイクロサービス環境のための一元的な管理、セキュリティ、およびアウトオブザベイラビリティ機能を得ることができる。 
ソースコードはMITライセンスの下でライセンスされ、 GitHubから入手できる。  Microsoftは、OSMをCloud Native Computing Foundationに寄付して、コミュニティ主導でオープンガバナンスを確保することを計画している  。  